# Silver Broom 1974
Air Canada Silver Broom 1974 var det 16. VM i curling for mænd. Turneringen blev arrangeret af International Curling Federation og afviklet i arenaen Allmed Eisstadion i Bern, Schweiz i perioden 18. – 23. marts 1974 med deltagelse af ti hold. Schweiz var VM-værtsland for første gang.
Mesterskabet blev for anden gang vundet af USA, som besejrede de forsvarende mestre fra Sverige med 11-4 i finalen. Tredjepladsen gik til Schweiz, som tabte 2-3 til USA i semifinalen, og som var bedre placeret i grundspillet end den anden tabende semifinalist, Canada. USA's vinderhold kom fra Superior Curling Club i Wisconsin og bestod af Raymond "Bud" Somerville, Bob Nichols, Bill Strum, Tom Locken.
Tredjepladsen var Schweiz' bedste placering i mesterskabets historie indtil da, ligesom Danmarks femteplads var. Til gengæld opnåede Skotland (nr. 8) og Norge (nr. 9) holdenes indtil da dårligste VM-placeringer, mens Canada på fjerdepladsen tangerede sit indtil da dårligste VM-resultat.

## Resultater
De ti deltagende hold spillede en enkeltturnering alle-mod-alle. De fire bedste hold gik videre til semifinalerne, hvor de spillede om to pladser i finalen. Tjedjepladsen gik til den af de tabende semifinalister, der endte bedst placeret i grundspillet.

### Grundspil
| Runde | Kampe                  | Kampe | Kampe                   | Kampe | Kampe                   | Kampe | Kampe                  | Kampe | Kampe                  | Kampe |
| ----- | ---------------------- | ----- | ----------------------- | ----- | ----------------------- | ----- | ---------------------- | ----- | ---------------------- | ----- |
| 1     | USA - Danmark          | 10-4  | Norge - Canada          | 3-7   | Schweiz - Frankrig      | 6-5   | Skotland - Italien     | 3-6   | Sverige - Vesttyskland | 4-3   |
| 2     | Italien - Vesttyskland | 2-11  | Frankrig - Skotland     | 5-7   | USA - Norge             | 8-4   | Schweiz - Sverige      | 6-2   | Danmark - Canada       | 2-11  |
| 3     | Norge - Skotland       | 4-8   | USA - Vesttyskland      | 6-10  | Danmark - Sverige       | 7-10  | Canada - Frankrig      | 9-2   | Schweiz - Italien      | 10-2  |
| 4     | USA - Canada           | 7-3   | Norge - Schweiz         | 2-6   | Frankrig - Vesttyskland | 3-7   | Danmark - Italien      | 8-7   | Skotland - Sverige     | 3-8   |
| 5     | Danmark - Frankrig     | 4-5   | Canada - Skotland       | 3-2   | Norge - Italien         | 8-7   | USA - Sverige          | 4-5   | Schweiz - Vesttyskland | 6-4   |
| 6     | Canada - Schweiz       | 3-5   | Italien - Sverige       | 2-9   | Danmark - Skotland      | 4-3   | Norge - Vesttyskland   | 7-5   | USA - Frankrig         | 12-2  |
| 7     | Frankrig - Sverige     | 7-5   | Skotland - Vesttyskland | 3-5   | USA - Schweiz           | 4-5   | Canada - Italien       | 8-4   | Danmark - Norge        | 5-4   |
| 8     | Schweiz - Skotland     | 13-5  | Norge - Frankrig        | 7-12  | Canada - Sverige        | 5-2   | Danmark - Vesttyskland | 7-6   | USA - Italien          | 9-2   |
| 9     | Norge - Sverige        | 3-4   | Danmark - Schweiz       | 5-11  | Frankrig - Italien      | 13-8  | USA - Skotland         | 8-2   | Canada - Vesttyskland  | 7-1   |

| Plac. | Hold         | Vundne | Tabte |
| ----- | ------------ | ------ | ----- |
| 1.    | Schweiz      | 9      | 0     |
| 2.    | Canada       | 7      | 2     |
| 3.    | USA          | 6      | 3     |
| 3.    | Sverige      | 6      | 3     |
| 5.    | Danmark      | 4      | 5     |
| 5.    | Frankrig     | 4      | 5     |
| 5.    | Vesttyskland | 4      | 5     |
| 8.    | Skotland     | 2      | 7     |
| 9.    | Norge        | 2      | 7     |
| 10.   | Italien      | 1      | 8     |

### Slutspil
| Runde       | Kamp             | Res. |
| ----------- | ---------------- | ---- |
| Semifinaler | Schweiz - USA    | 2-3  |
| Semifinaler | Sverige - Canada | 8-7  |
| Finale      | Sverige - USA    | 4-11 |

### Samlet rangering
| Plac. | Hold         | 4                        | 3                  | 2                      | 1              |
| ----- | ------------ | ------------------------ | ------------------ | ---------------------- | -------------- |
| Guld  | USA          | Raymond "Bud" Somerville | Bob Nichols        | Bill Strum             | Tom Locken     |
| Sølv  | Sverige      | Jan Ullsten              | Tom Berggren       | Anders Grahn           | Roger Bredin   |
| 3.    | Schweiz      | Peter Attinger, Jr.      | Bernhard Attinger  | Mattias Neuenschwander | Jürg Geiler    |
| 4.    | Canada       | Hector Gervais           | Ron Anton          | Warren Hansen          | Darrel Sutton  |
| 5.    | Danmark      | Flemming Pedersen        | Arne Pedersen      | Arvid Petersen         | Hans Henriksen |
| 5.    | Frankrig     | Pierre Duclos            | Raymond Bouvet     | Maurice Mercier        | Aldo Merlin    |
| 5.    | Vesttyskland | Manfred Räderer          | Franz Sperger      | Hansjörg Jacoby        | Roland Liedtke |
| 8.    | Skotland     | Jimmy Waddell            | Jim Steele         | Robert Kirkland        | Willie Frame   |
| 9.    | Norge        | Sjur Loen                | Hans Bekkelund     | Morten Søgaard         | Hans Økelsrud  |
| 10.   | Italien      | Renato Ghezze            | Lino Mariani Maier | Roberto Zangara        | Andrea Pavani  |